# Рудолф II (Тюбинген-Херенберг)
Рудолф II (III, V) фон Тюбинген-Херенберг „Шерер“ (на немски: Rudolf II (III, V) fon Tübingen-Herrenberg, der Scheerer; * 1276; † 1316/ сл. 1317) е граф на Тюбинген в Херенберг.

## Живот
Той е третият син на граф Рудолф I (III) фон Тюбинген-Херенберг († 12 май 1277) и втората му съпруга Аделхайд фон Еберщайн-Сайн († сл. 1277), дъщеря на граф Еберхард V фон Еберщайн († 1248/1253) и Елизабет фон Баден († ок. 1230), дъщеря на маркграф Херман V фон Баден. Леля му Мехтхилд фон Тюбинген е майка на римско-немската кралица Гертруда фон Хоенберг (Анна) (1225 – 1281), съпруга на крал Рудолф I Хабсбургски (1218 – 1291).
Рудолф II, заради финансови проблеми, трябва да продаде множество села и имения. Така той запазва за наследниците си собствеността в Шьонбух.

## Фамилия
Рудолф II се жени на 24 ноември 1286 г. за Луитгард фон Берг-Шелклинген († 23 май 1304), дъщеря на граф Улрих III фон Берг-Шелклинген († сл. 1316/1319) и първата му съпруга Луитгард фон Калв. На сватбата присъства крал Рудолф I Хабсбургски. Те имат децата:
- Улрих († 1299/[1293, 1361]), пфалцграф на Тюбинген
- Хайнрих (* пр. 1293)
- Луитгард († 18 октомври сл. 1299)
- Аделхайд († 30 април 1302, умира като дете)